# Château de Clermont (Linars)
Le château de Clermont domine le hameau de Linars, sur le territoire de la commune de Concorès, dans le département du Lot. 

## Historique
Une famille de Clermont est citée comme témoin dans les actes du cartulaire d'Obazine dès le XIIe siècle. Elle possède déjà des biens à Linars.
Un château, antérieur au château actuel, est cité en 1143 dans le rapport de visite pastorale de l'archevêque de Bourges.
Au XIIIe siècle le fief appartient à une famille de chevaliers, les Gavis. Il en rendent hommage aux Guerre de Mechmont.
Le fief rentre dans les possessions de la famille de Touchebœuf lors du mariage, en 1449, de l'héritière du château, Marquèse de Gavis, avec Jean Touchebœuf, procureur du roi. Ils sont à l'origine de la branche des Touchebœuf-Clermont.
Le château des Gavis est sorti ruiné de la guerre de Cent Ans. Les Touchebœuf-Clermont vont entreprendre de relever le château au XVIe siècle.
En 1642, la seigneurie et baronnie de Clermont est érigée en comté en faveur de messire Antoine de Touchebœuf.
Après la mort de Jacques-Victor de Touchebœuf, comte de Clermont, en 1689, sa fille Anne de Touchebœuf, mariée en 1670 à Armand II de Durfort, comte de Boissières, lui transmis la seigneurie de Clermont. Un procès a été fait par son cousin François de Touchebœuf, seigneur de Monsec, pour la substitution des biens de la seigneurie de Clermont. Par un accord passé en 1699, Anne de Touchebœuf céda la seigneurie de Besse avec la justice à son cousin et conserva le château de Clermont.
Le seigneur du lieu ayant émigré pendant la Révolution, en 1791, le château est mis sous séquestre. Laissé à la garde du régisseur du château, celui-ci, après s'être approprié les biens qui s'y trouvaient, en a brûlé les archives. Le château est ensuite vendu comme bien national et partagé entre plusieurs acquéreurs qui finissent de le piller et de le transformer en carrière de pierres
Le château est acheté en 1930 par Jeanne Palluel qui s'est employée à le restaurer après l'avoir fait classer au titre des monuments historiques.
Depuis 2001, Monsieur et Madame Lust ont entrepris des travaux à l'extérieur et à l'intérieur du château pour restaurer le corps de logis principal, les anciennes écuries, la chapelle, les murs d'enceinte et les salles voûtées du XIIIe siècle.
La chapelle a été classée au titre des monuments historiques le 3 août 1932 et le reste du château a été inscrit au titre des monuments historiques le 7 novembre 1932.